# Challes-la-Montagne
Challes-la-Montagne è un comune francese di 191 abitanti situato nel dipartimento dell'Ain della regione dell'Alvernia-Rodano-Alpi.
Il comune si è chiamato Challes fino al 7 luglio 2006.

## Società

### Evoluzione demografica
Abitanti censiti